# Keisuke Kimoto
Keisuke Kimoto (japanisch 木本 敬介 Kimoto Keisuke; * 23. August 1984 in der Präfektur Ōita) ist ein japanischer Fußballspieler.

## Karriere
Kimoto erlernte das Fußballspielen in der Universitätsmannschaft der Kansai-Universität. Seinen ersten Vertrag unterschrieb er 200 bei ALO's Hokuriku (heute: Kataller Toyama). Der Verein spielte in der dritthöchsten Liga des Landes, der Japan Football League. Am Ende der Saison 2008 stieg der Verein in die J2 League auf. Am Ende der Saison 2014 stieg der Verein in die J3 League ab. Ende 2017 beendete er seine Karriere als Fußballspieler.